# HK Dinamo Moskva
HK Dinamo Moskva (rusko Динамо Москва) je ruski hokejski klub iz Moskve ustanovljen leta 1946. Osvojil je 9 naslovov sovjetskega in ruskega prvaka, 3 državne pokalne naslove, 1 evropski pokal ter po dva Spenglerjeva in Ahearnejeva pokala.

## Lovorike
- KHL: 2012, 2013
- Sovjetska/ruska liga (9 naslovov): 1947, 1954, 1990, 1991, 1992, 1993, 1995, 2000, 2005
- Sovjetski pokal (3 naslovi): 1953, 1972, 1976
- Evropski pokal (1 naslov): 2006
- Spenglerjev pokal (2 naslova): 1983, 2008
- Ahearnejev pokal (2 naslova): 1975, 1976

## Znameniti igralci
| - Maksim Afinogenov - Zinetula Biljaletdinov - Pavel Dacjuk - Sergej Gončar |  | - Aleksej Jamnov - Aleksej Jašin - Sergej Jašin - Darius Kasparaitis |  | - Aleksej Kovalev - Aleksander Malcev - Aleksander Radulov - Andrej Markov |  | - Jevgenij Nabokov - Aleksander Ovečkin - Vasilij Pervuhin - Jurij Krilov |